# Regno d'Inghilterra
Il Regno d'Inghilterra (in inglese Kingdom of England) fu uno Stato, situato a nord-ovest dell'Europa, che esistette dal 927 al 1707, quando venne legalmente sostituito dal Regno di Gran Bretagna. Le sue origini si possono far risalire ai regni della cosiddetta Eptarchia anglosassone formatisi nel IX e X secolo. Il regno era situato nella parte meridionale dell'isola di Gran Bretagna nella regione attualmente conosciuta come Inghilterra e riunì sotto la stessa giurisdizione le entità di Inghilterra e Galles.
La principale residenza reale era originariamente Winchester nello Hampshire, ma anche Gloucester e Londra godevano di uno status paragonabile, specialmente quest'ultima che all'inizio del XII secolo diventò la capitale de facto. Londra rimase la capitale del regno fino alla fusione col Regno di Scozia nel 1707 sancita dall'Atto di Unione e continuò a rimanere la città principale d'Inghilterra, oltre che capitale dei regni successivi a quello d'Inghilterra: il Regno di Gran Bretagna dal 1707 al 1801, il Regno Unito di Gran Bretagna e Irlanda dal 1801 al 1922 e, in seguito, dell'attuale Regno Unito di Gran Bretagna e Irlanda del Nord.

## Storia

### Origini
Il Regno d'Inghilterra non ha una data di fondazione precisa. La sua origine si può fare discendere dalla cosiddetta Eptarchia, cioè l'insieme di sette regni inglesi minori: l'Anglia orientale, il Regno dell'Essex, il Regno del Kent, il Regno di Mercia, il Regno di Northumbria, il Regno del Sussex e il Regno del Wessex.

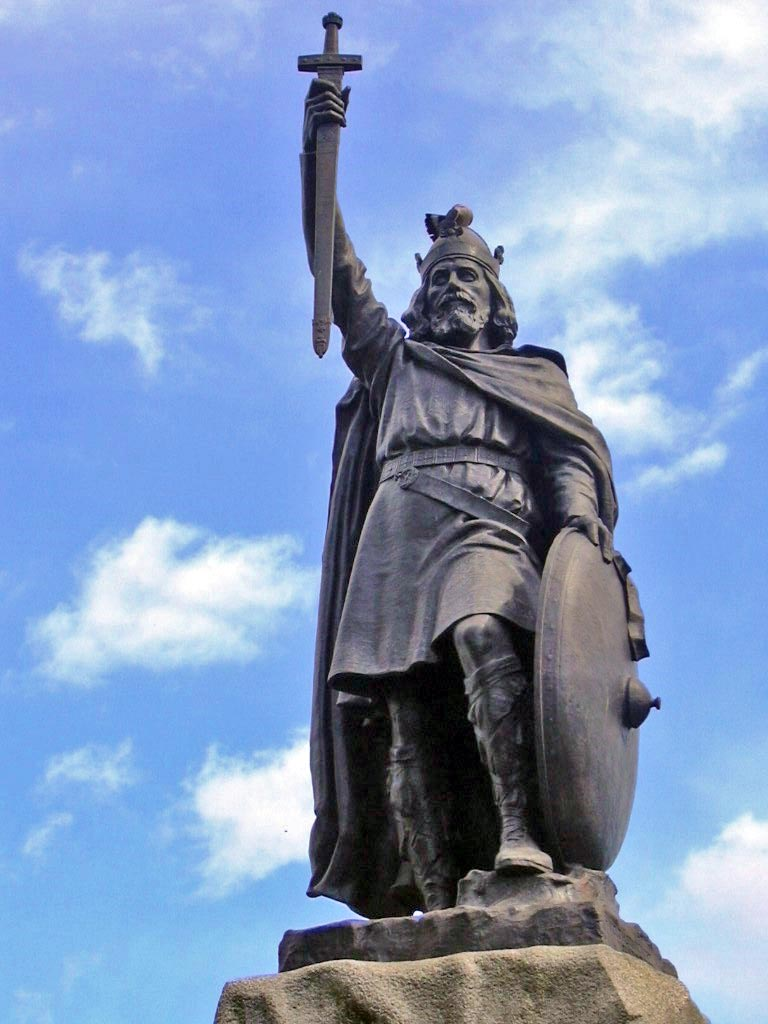
Alfredo il Grande, l'iniziatore del processo di unificazione dell'Inghilterra

I re del Wessex, durante il IX secolo, assunsero un'importanza dominante su quelli degli altri regni. La conquista di Northumbria, Anglia orientale e di metà della Mercia da parte dei Danesi lasciò Alfredo il Grande (re del Wessex dall'871 all'899) l'unico re anglosassone rimasto. Egli riuscì a resistere a una serie di invasioni danesi e portò la parte rimanente della Mercia sotto la sovranità del Wessex. Suo figlio, Edoardo il Vecchio (re dall'899 al 924), completò l'annessione della Mercia e dell'Anglia orientale, liberandole dall'occupazione danese, riunendo così la parte d'Inghilterra a sud del fiume Humber.
Nel 927 la Northumbria, i cui re danesi erano stati da poco sostituiti dai norvegesi, cadde sotto il controllo del re Atelstano, uno dei figli di Edoardo il Vecchio. Atelstano fu così il primo re a governare su tutto il territorio inglese. Non fu il primo Re d'Inghilterra de jure, ma certamente lo fu de facto. Negli anni successivi la Northumbria cambiò spesso di mano tra re inglesi e invasori norvegesi, ma finì definitivamente sotto il controllo inglese con re Edredo nel 954, completandosi così il processo di unificazione. Da quel momento, l'Inghilterra rimase un'entità politica unitaria.
Durante il regno di Etelredo II (978-1016), una nuova ondata d'invasione danese, orchestrata da Sweyn I di Danimarca, culminò, dopo un quarto di secolo di scontri, nella conquista dell'Inghilterra nel 1013. Sweyn morì il 2 febbraio 1014 ed Etelredo fu rimesso sul trono, ma nel 1015 il figlio di Sweyn, Canuto il Grande, intraprese una nuova invasione. La guerra che ne seguì finì nel 1016 con un accordo tra Canuto e il successore di Etelredo, Edmondo II, i quali si divisero il regno. Con la morte di Edmondo, avvenuta il 30 novembre 1016, l'Inghilterra tornò unita sotto la dominazione danese. Tale dominazione proseguì fino alla morte di Canuto II, l'8 giugno 1042. Canuto II, che era figlio di Canuto I e di Emma di Normandia (vedova di Etelredo II), non aveva eredi diretti e gli succedette così il fratellastro Edoardo il Confessore. Il regno d'Inghilterra tornava così a essere indipendente.

### La conquista normanna e i Plantageneti
La pace durò solo fino alla morte senza figli di Edoardo, il 4 o 5 gennaio 1066. Venne incoronato il cognato, Aroldo II d'Inghilterra. Suo cugino Guglielmo il Bastardo (che in seguito avrebbe goduto del più nobile soprannome de Il Conquistatore), Duca di Normandia, reclamò immediatamente per sé il trono, dando luogo a una invasione dell'Inghilterra e approdando nel Sussex il 28 settembre 1066. Aroldo II si trovava col suo esercito a York, dove era uscito vittorioso nella battaglia di Stamford Bridge del 25 settembre, e dovette perciò attraversare tutta l'Inghilterra per recarsi a opporre resistenza agli invasori.
Gli eserciti di Aroldo e Guglielmo si fronteggiarono finalmente nella battaglia di Hastings il 14 ottobre 1066. Aroldo cadde e Guglielmo risultò vincitore, ottenendo così il controllo del regno senza incontrare molta altra resistenza. Egli non intese comunque annettere il regno al Ducato di Normandia in quanto, come duca, Guglielmo era ancora suddito di Filippo I di Francia, mentre l'indipendenza del regno di Inghilterra gli permetteva di governare senza interferenze. Fu così incoronato re d'Inghilterra il 25 dicembre 1066.

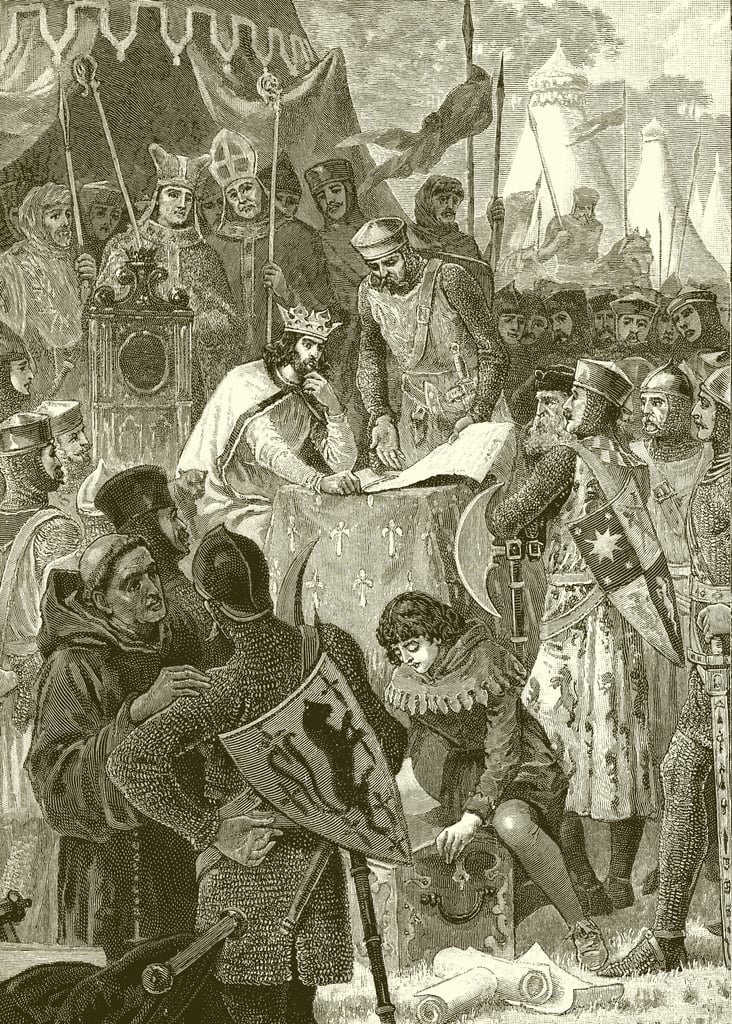
La firma della Magna Carta nel 1215

Il regno d'Inghilterra e il ducato di Normandia rimasero uniti sotto il governo della stessa persona fino al 1204. In quell'anno re Giovanni d'Inghilterra, discendente di quarta generazione di Guglielmo I, perse la sovranità sulla parte continentale del ducato a favore di Filippo II di Francia. Il resto del ducato, noto come Isole del Canale, rimase a Giovanni e ai suoi discendenti.
Giovanni fu poi protagonista nel 1215 della concessione della Magna Charta, che rappresentò la prima forma di costituzione scritta concessa da un monarca nella storia.
Giovanni, comunque, conservò anche le terre e il titolo di Duca di Aquitania. Suo nipote Edoardo I d'Inghilterra sconfisse Llywelyn ap Gruffudd, conquistando il Galles nel 1282 e nel 1301 creò il titolo di Principe del Galles per il suo figlio maggiore, il futuro Edoardo II d'Inghilterra.

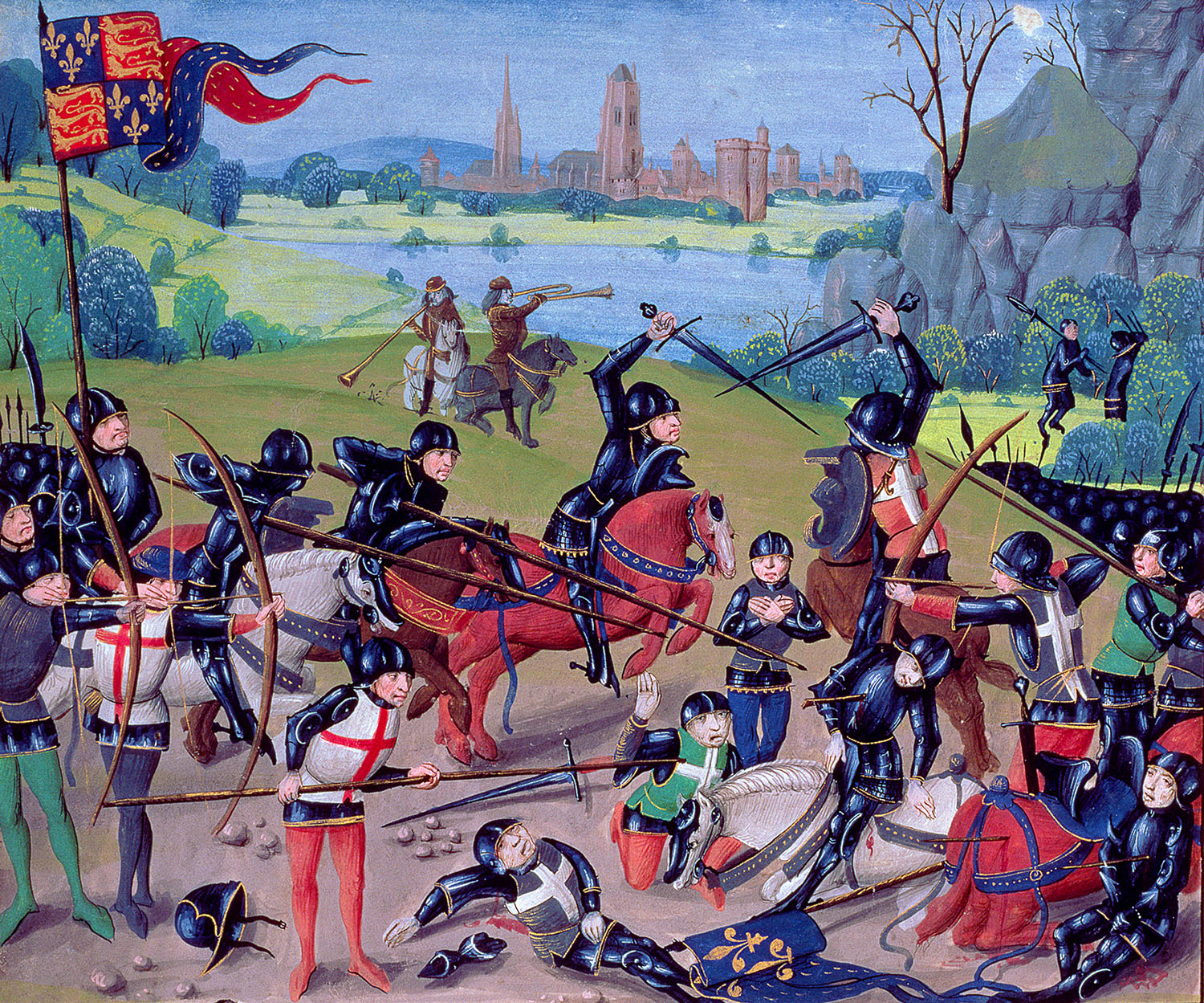
Miniatura del XV secolo raffigurante la vittoria inglese nella battaglia di Agincourt

Edoardo II lasciò il trono al figlio Edoardo III d'Inghilterra, il quale avanzò pretese sul trono di Francia che condussero alla Guerra dei cent'anni (1337-1453). L'esito della guerra fu però sfavorevole agli inglesi, che vennero sconfitti e che mantennero solo la sovranità sulla città di Calais.
Il regno ebbe poco tempo per risollevarsi prima dello scoppio della guerra delle due rose (1455-1485), un susseguirsi di guerre civili per il trono tra il Casato dei Lancaster e il Casato di York, rami diversi della casa regnante dei Plantageneti a cui apparteneva Edoardo III. I conflitti finirono con la vittoria e l'incoronazione di un discendente per parte femminile dei Lancaster che sposò la figlia maggiore del leader degli York: Enrico VII d'Inghilterra ed Elisabetta di York fondarono la dinastia Tudor, che rimase sul trono dal 1485 al 1603.

### I Tudor e gli Stuart
Nel frattempo, il Galles mantenne il sistema amministrativo e legale separato che era stato stabilito da Edoardo I alla fine del XIII secolo. Il secondo monarca dei Tudor, Enrico VIII, fuse definitivamente i territori gallesi con quelli inglesi con l'Atto di Unione del 1536. Il Galles cessò così di essere un possedimento privato del re e fu annesso al regno d'Inghilterra con i relativi rappresentanti nel Parlamento.
Durante il regno di Enrico VIII, nel 1541 il parlamento d'Irlanda lo proclamò Re d'Irlanda, dichiarando così il Regno d'Irlanda in unione personale col regno d'Inghilterra.
Durante il regno di Maria, figlia maggiore di Enrico VIII, Calais venne conquistata il 7 gennaio 1558 da Francesco I di Guisa.

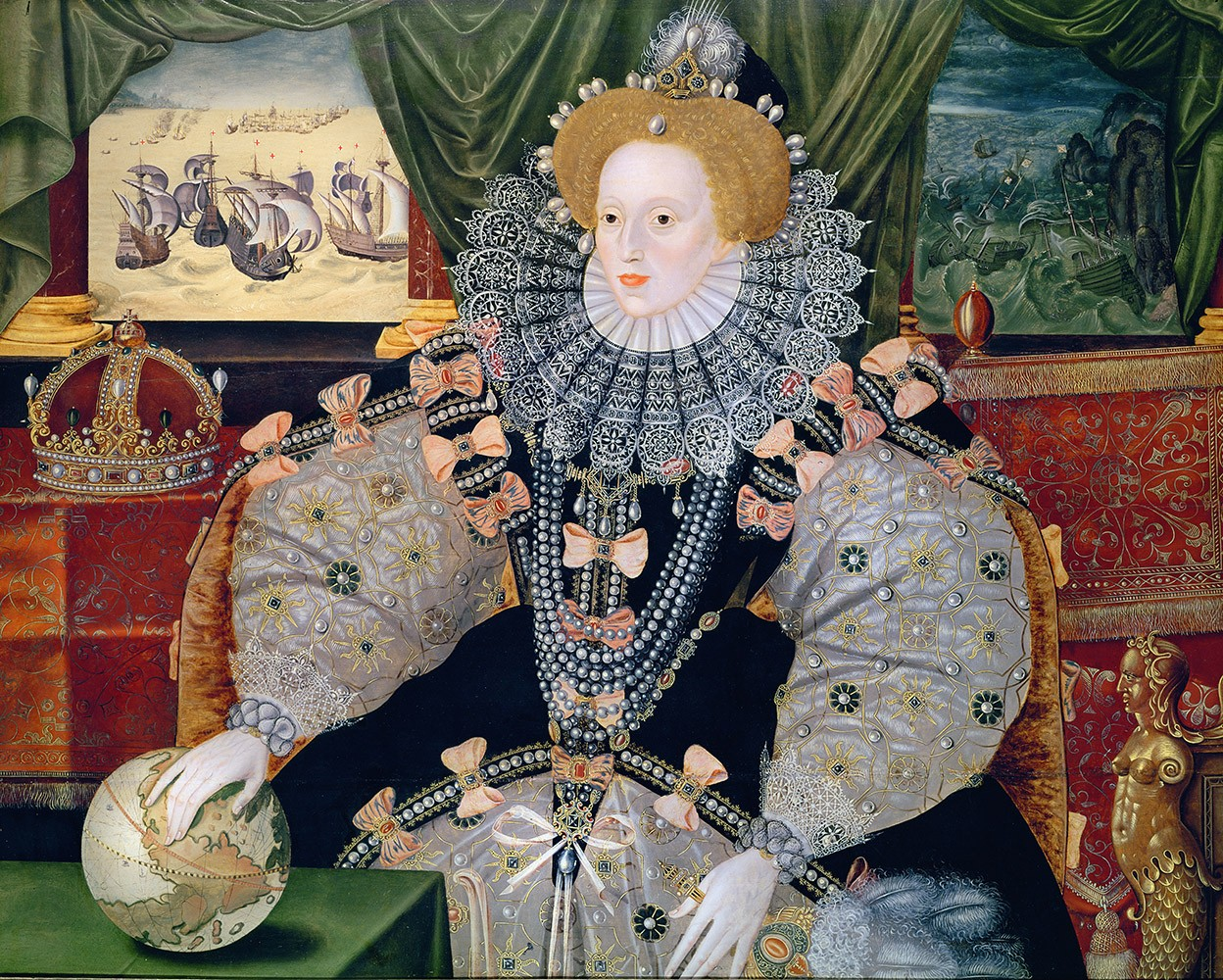
Ritratto di Elisabetta eseguito per celebrare la vittoria sulla Invincibile Armada (sullo sfondo). Il potere internazionale di Elisabetta è simboleggiato dalla sua mano posata sul globo

La dinastia dei Tudor terminò con la morte di Elisabetta I d'Inghilterra, il 24 marzo 1603. Senza eredi diretti al trono, la corona passò così a Giacomo VI, re di Scozia, un lontano parente protestante di Elisabetta del casato degli Stuart, che ascese al trono col nome di Giacomo I. Nonostante l'unione delle corone, i regni di Inghilterra e Scozia rimasero stati indipendenti e separati fino al 1707.
In quell'anno l'Atto di Unione, ratificato sia dal parlamento scozzese che da quello inglese, creò il Regno di Gran Bretagna. La regina Anna, ultima monarca degli Stuart, divenne la prima sovrana del nuovo regno. I parlamenti di Inghilterra e Scozia vennero anch'essi fusi a formare il Parlamento di Gran Bretagna, la cui sede fu fissata nel Palazzo di Westminster a Londra. A questo punto, il regno d'Inghilterra cessò di esistere come entità politica distinta e non ebbe più un governo nazionale. Legalmente, comunque, le giurisdizioni di Inghilterra e Galles da una parte e Scozia dall'altra rimasero separate, continuando ad avere leggi e tribunali distinti. Ciò continuò fino all'Atto di Unione del 1800 tra il Regno di Gran Bretagna e il regno d'Irlanda, che creò il Regno Unito di Gran Bretagna e Irlanda, diventato in seguito il Regno Unito di Gran Bretagna e Irlanda del Nord.

### Il Commonwealth e il Protettorato

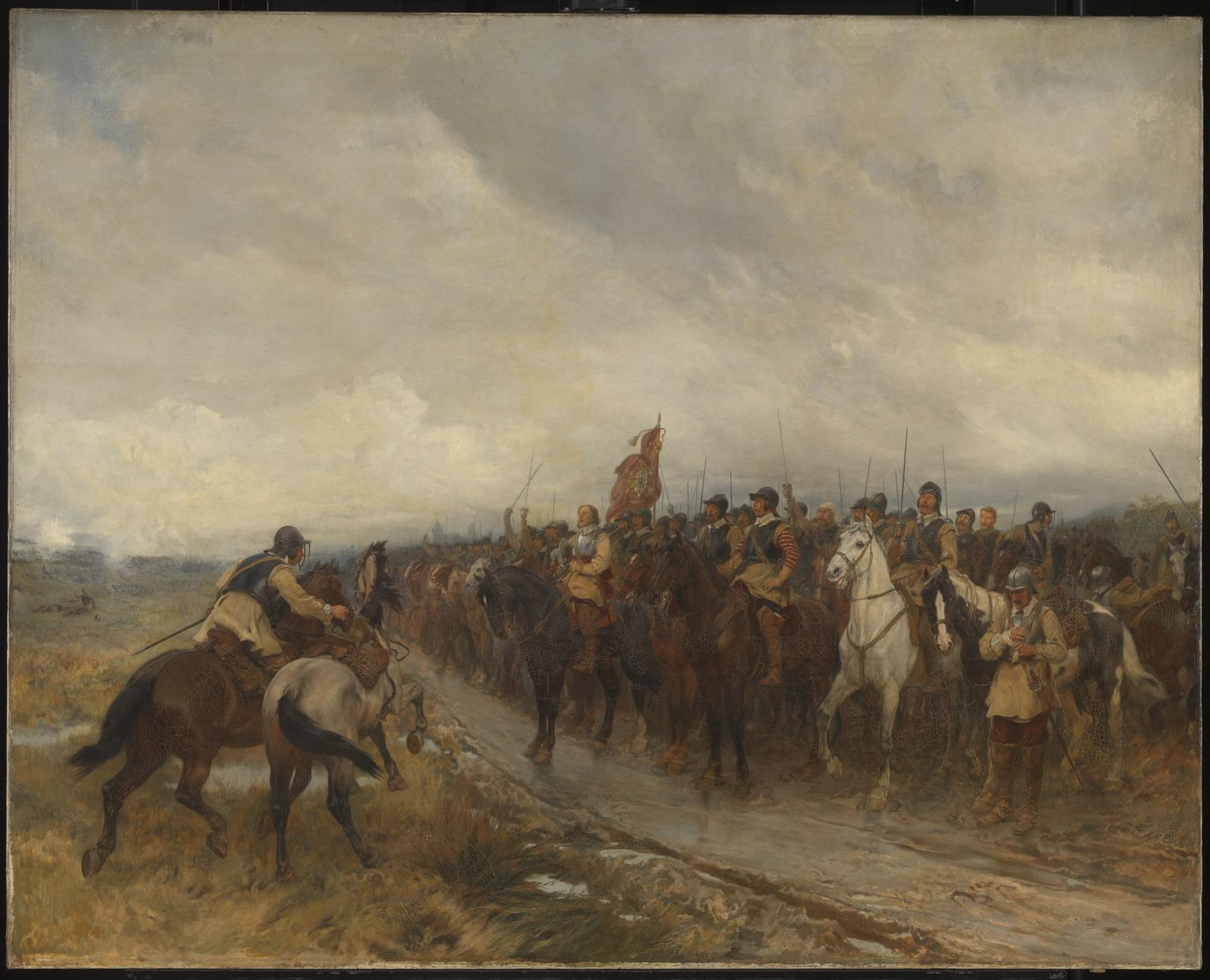
Cromwell a Dunbar. Oliver Cromwell unì entrambe le Isole Britanniche con la forza e creò il Commonwealth of England

L'Inghilterra fu una monarchia per tutta la durata della sua esistenza politica, dalla sua creazione attorno al 927 fino al 1707, con l'unica eccezione degli undici anni di Interregno inglese (1649-1660) che seguì alla rivoluzione inglese.
Il governo di re Carlo I d'Inghilterra venne sostituito da una repubblica che fu chiamata Commonwealth of England (1649-1653). Il principale generale fautore della repubblica fu Oliver Cromwell.
Il generale vittorioso finì col rivoltarsi anche contro la repubblica e fondò una nuova forma di governo detta Protettorato, con lui stesso come Lord Protettore fino alla sua morte, avvenuta il 3 settembre 1658. Gli succedette il figlio Richard, che però non si dimostrò capace di mantenere il potere e, dopo un periodo di anarchia, si dimise ritirandosi a vita privata. Fu ristabilito di nuovo il Commonwealth, ma anch'esso si dimostrò instabile e il pretendente alla corona in esilio, Carlo II d'Inghilterra, venne richiamato sul trono nel 1660, dando così luogo alla restaurazione inglese.